# Sołomija Pawłyczko
Sołomija Dmytriwna Pawłyczko, ukr. Соломія Дмитрівна Павличко (ur. 15 grudnia 1958 we Lwowie, zm. 31 grudnia 1999 w Kijowie) – ukraińska pisarka, publicystka, tłumaczka, autorka prac z zagadnień feminizmu, córka Dmytra Pawłyczki (poety i ambasadora Ukrainy w Polsce).

## Życiorys
Ukończyła studia romanistyczno-germanistyczne na Uniwersytecie Kijowskim. Od 1985 pracowała w Instytucie Literatury. Była doktorem nauk filologicznych i profesorem Akademii Kijowsko-Mohylańskiej. Gościnnie wygłosiła kilka wykładów na Uniwersytecie Harvarda. 
Była tłumaczką licznych dzieł literatury pięknej na język ukraiński, m.in. Władcy much Goldinga czy Kochanka lady Chatterley Lawrence’a. Pośmiertnie opublikowano biografię znanego ukraińskiego poety i naukowca Agatangiela Krymskiego jej autorstwa Nacionalizm, seksualnist', orientalizm. Składnyj swit Ahatanhela Krymśkoho (Kijów, 2000) oraz zbiór prac, eseistyki i artykułów rozproszonych pod mylącym tytułem Teorija literatury (Kijów, 2002). 
Zmarła po wypadku w Kijowie w wieku 41 lat. Pogrzeb odbył się 4 stycznia 2000 roku na cmentarzu Bajkowa.

## Publikacje
- Філософська поезія американського романтизму, Kijów 1988
- Байрон. Нарис життя і творчостi, Kijów 1989
- Letters from Kiev, Edmonton 1992; wyd. ukr. Łysty z Kyjewa, Kijów 2000
- Лабіринти мислення. Інтелектуальний роман сучасної Великобританії, Kijów 1993
- Дискурс модернізму в українській літературі, Kijów 1997, wyd. drugie 1999